# Jean-Jacques Descamps
Pour les articles homonymes, voir Descamps.
 (novembre 2020).
Si vous disposez d'ouvrages ou d'articles de référence ou si vous connaissez des sites web de qualité traitant du thème abordé ici, merci de compléter l'article en donnant les références utiles à sa vérifiabilité et en les liant à la section « Notes et références ».
Jean-Jacques Descamps, né le 20 mars 1935 à Lille, est un homme politique français. Issu d’une famille industrielle lilloise, élevé chez les Jésuites, il est ingénieur civil des Ponts et Chaussées, a fait son service militaire comme officier S.A.S. en Algérie.
Il est député du Nord de 1986 à 1988, puis d'Indre et Loire de 1993 à 1997, de 2002 à 2007, conseiller régional du Centre de 1998 à 2002 et maire de Loches de 1995 à 2014.

## Biographie

### Formation, député du Nord et secrétaire d’État
Après un stage long sur un barrage en construction en Irak, il a fait une carrière professionnelle dans l’industrie automobile, au service Organisation du Groupe Ferodo devenu Valeo, puis textile au sein du groupe DMC (Dollfus-Mieg et Compagnie). Il y exerce successivement les fonctions de contrôleur de gestion puis de directeur du développement et enfin directeur de la Division Tissages. En 1975, il reprend la présidence-direction générale de l'ex-société familiale Descamps, où il développe la chaîne de boutiques de linge de maison qui porte son nom. À la suite de divergences stratégiques avec le nouveau président du Groupe DMC, il quitte ce dernier fin 1985 avant de profiter des élections législatives de 1986 pour s’engager dans la vie politique active.
Président de commission à la chambre de commerce de Lille-Roubaix-Tourcoing, puis conseiller municipal de Lille de 1983 à 1989, il est élu député du Nord en 1986 puis nommé secrétaire d’État chargé du Tourisme dans le gouvernement de Jacques Chirac (1986-1988) ; il y créé en 1987 la Maison de la France, afin de promouvoir le tourisme français à l’étranger.
Non réélu en 1988, il reprend alors à Paris une activité de consultant dans la recherche de cadres dirigeants (cabinet Beigbeider, Caude et Partners) puis dans la cession-acquisition de salons professionnels (groupe Blenheim).

### Député d'Indre-et-Loire
Il est réélu député de la 3e circonscription d'Indre-et-Loire en 1993 et siège à l’Assemblée nationale jusqu’en 1997. Il y est membre de la commission des Finances et en particulier membre de la commission d’enquête sur le Crédit Lyonnais.
Élu maire de Loches en 1995 et réélu en 2001 avec 66,7 % des suffrages puis en 2008 avec 58,15 %, il est 1er vice-président de la communauté de Communes Loches-Développement, chargé des finances depuis 1996, et président du Pays « Touraine Côté Sud » de 2001 à 2008. Il a été conseiller régional du Centre de 1998 à 2002. Il ne se représente pas à l'élection municipale de 2014, et quitte définitivement la vie politique après avoir publié un livre, Mémoires d'un Maire, Loches passionnément, aux éditions Hugues de Chivré, dans lequel il retrace son parcours politique et professionnel. Il publie à nouveau en 2016, chez le même éditeur un essai de prospective territoriale, Le grand Loches en 2040.
Entre 1997 et 2002, après avoir été battu par Marisol Touraine, il reprend sa carrière professionnelle. Il est parallèlement directeur associé puis directeur général unique du Collège des ingénieurs, société de conseil et de formation de jeunes ingénieurs de haut niveau français et étrangers dont il reste administrateur.
En 2002, il prend sa revanche sur Marisol Touraine et est réélu, avec 51,7 % des voix, député de la 3e circonscription d’Indre et Loire à l’Assemblée nationale, où il siège comme vice-président à la commission des Finances depuis le 5 octobre 2004. Il perd à nouveau et de justesse la circonscription  en 2007 au profit de sa concurrente avec un score de 49,78 %.
Il a fondé en 1999 et présidé jusqu'en 2013 l’Association des Plus Beaux Détours de France qui regroupe 100 des plus belles petites villes de France, situées à l’écart des grands axes touristiques. De même, il a fondé et co-présidé avec Paul Dubrule jusqu'en 2013 l'Institut français du tourisme,  dont l'objectif majeur est d'améliorer la qualité professionnelle dans les métiers du tourisme.
Il est officier dans l’ordre national du Mérite et officier de la Légion d'honneur.
Il a également présidé, de 2009 à 2011, le conseil d'administration de l'ANCV (Agence nationale du chèque-vacances).
Il est l'époux de la femme politique Marie-Hélène Descamps.

## Fonction ministérielle
- 25 mars 1986 - 10 mai 1988 : Secrétaire d'État chargé au Tourisme

## Mandats parlementaires
- 1986 : député du Nord (UDF)
- 2 avril 1993 - 21 avril 1997 : député d'Indre-et-Loire (UDF)
- 16 juin 2002 - 17 juin 2007 : député d'Indre-et-Loire (UMP)

## Mandats politiques locaux
- 14 mars 1983 - 19 mars 1989 : membre du conseil municipal de Lille (UDF) (Nord)
- 19 juin 1995 - 28 avril 2014 : maire de Loches (UDF) puis UMP
- juin 1998 - juillet 2002 : conseiller régional du Centre (DL)

## Publications
- a publié en 1998 à la demande de Bernard Bosson, ministre chargé du Tourisme, un rapport sur le Tourisme de Pays
- a publié en 2008 à la demande de Luc Chatel, ministre du Tourisme, un rapport  sur la formation aux métiers du Tourisme
- a publié  en décembre 2013 un livre intitulé Mémoires d'un Maire..... Loches passionnément, aux éditions Hugues de Chivré
- a publié en décembre 2016 un essai intitulé Le grand Loches en 2040, aux éditions Hugues de Chivré